# Окуневський Іларій Данилович
Окуневський Іларій Данилович (*1832, Глибока - †1896, Чернівці) — український громадський діяч на Буковині кінця XIX ст.

## Родовід
Іларій Окуневський походив зі старовинного українського роду Окуневських, який був яскравим прикладом національної гідності та патріотичної свідомості. Його дід - Стефан на прізвище Окунь, який заледве вмів читати і писати. Батько: Адам-Данило вже писався Окуневським і вивчився на священика. Певний час був на парафії у Русові, а пізніше був направлений до Глибокої на Буковині, де 1832 року народився Іларій Данилович.
Своїх дітей Іларій Окуневський не мав. Тому всю увагу зосереджував на племінниках.
Працював радником у чернівецькому поштовому управлінні.

## Громадська діяльність
Іларій Окуневський займав активну громадську позицію. Прагнув покращення становища українців Буковини.
Був серед засновників «Руської Бесіди», «Руської Ради», «Руського Народного Дому» та багатьох інших формацій самоорганізації українців краю. Входив до керівних органів цих товариств - «виділів». Активно розбудовував їх філіали, зокрема в Глибоці та Сторожинці.
З огляду на скрутне становище селянства (а це близько 90 % всіх українців Буковини) був розробником та ініціатором створення кредитного товариства «Руська Каса». Щоправда, розвинути роботу свого дітища не встиг.
Помер 1896 року в Чернівцях.